# مول المغرب
موروكو مول (بالإنجليزية: Morocco Mall)‏ أو مول المغرب، هو أكبر مجمع تجاري في المغرب وأفريقيا، يقع في العاصمة الاقتصادية للمغرب الدار البيضاء. و تم بناء المجمع التجاري في أربع سنوات منذ عام 2007 على كورنيش الدار البيضاء، و تم افتتاحه رسميا للجمهور يوم 5 ديسمبر 2011. يعتبر موروكو مول من بين أجمل مراكز التسوق في العالم في فئته.
يمتد على مساحة إجمالية تبلغ 190 ألف متر مربع من المساحات الترفيهية والمطاعم والعلامات التجارية. في عام 2012 ، حصل موروكو مول على جائزة السوق الدولية للمهنيين العقاريين في مدينة كان في فئة أفضل مركز تسوق من الناحية المعمارية.
بلغت استثمارات مجموعة نسك للاستثمار التابعة لشركة الجديعي وأكوا وأكسال  متعددة الجنسيات في هذا المشروع ملياري درهم مغربي (حوالي 236 مليون دولار). تم تأكيد تصنيف موروكو مول في المراكز الخمسة الأولى في العالم لعام 2011 من خلال ثراء عروضه من حيث المحلات التجارية مثل مرجان وفناك وغاليري لافاييت وغيرها ، والأنشطة الترفيهية (حديقة أدفينتشرلاند ، ثالث أكبر حوض مائي في العالم ، ورابع أكبر نافورة موسيقية في العالم ، حلبة للتزلج على الجليد ، إلخ). بالإضافة إلى ذلك ، أدرجت الهندسة المعمارية لـ Galeries Lafayette في موروكو مول هذا المبنى في كتاب غينيس للأرقام القياسية لأكبر واجهة متجر في العالم أقيمت في مركز تجاري.